# Новіков Микола
Новіков Микола(?-?) сотник Армії УНР, служив в Запорізькому корпусу Армії УНР.

## Біографія
Після смерті батька мама Миколи разом з ним і його братом і двома сестрами переїхали з Новоросійська до Києва щоб дати освіту дітям. Сім'я жила на Безаківській вулиці.
До революції Микола вчився в Університеті св. Володимира, на юридичному факультеті в Києві.
З початком Першої світової війни, Микола був на третьому курсі, але так як він був прапорщиком в запасі на початку серпня 1914 його призвали в армію в 130 — Херсонський полк РІА. Миколу направили в восьму сотню, після смерті, командира сотні Новиков прийняв він нього сотню. Під час служби на фронтах Першої світової війни Микола отримав чотири важких поранення.
Лютневу революцію Микола зустрів в Києві, де він лікувався в госпіталі. У грудні 1917 року Микола записався в Гайдамацький кіш Слобідської України. У складі коша він брав участь в обороні міста Києва в лютому 1918 року від наступаючої армії Мурайова. Разом з частинами Армії УНР і урядом УНР він відступив до Житомира.